# Ontgroening (scouting)
Een ontgroening of doop bij scouting houdt meestal in dat kinderen die voor de eerste keer mee zijn op zomerkamp een reeks opdrachten uit moeten voeren. Wat er bij een ontgroening gebeurt wordt vaak strikt geheim gehouden. Veel groepen houden traditioneel ontgroeningen, al raadt Scouting Nederland het officieel af, met het oog op misstanden. Er is ook een kans dat recent ontgroende kinderen zich willen wreken op de nieuwelingen, in de veronderstelling dat dit een verdedigbare stap is.
Als het 'ontgroenen' voltooid is, is er sprake van het 'ontgroend' zijn van de ontgroende kinderen. Er zijn verschillende namen voor nog "groene" kinderen, zoals dopeling of zeuntje.
Enkele voorbeelden van opdrachten die bij een ontgroening volbracht moeten worden:
- Op de buik door een modderpoel heen kruipen.
- Met blote voeten door een dennenappelveld lopen.
- Onder een net door kruipen.

In de praktijk is de geheimzinnigheid vaak bepalender voor de beleving dan de moeilijkheidsgraad van de daadwerkelijk uitgevoerde opdrachten, die soms gekunsteld van aard zijn en veel suggestieve werking hebben. Er wordt bijvoorbeeld gras gebruikt, maar er wordt benadrukt dat het brandnetels zijn.
In het noorden van Nederland wordt bij ontgroening ook wel gesproken van een activiteit die plaatsvindt tijdens de overgang van de speltak scouts naar de speltak explorers ("overvliegen)", of van de speltak explorers naar de speltak roverscouts.
Tijdens deze activiteit moeten leden zichzelf 'bewijzen' tegenover de oudere leden van de groep.